# Úřad pro civilní letectví
Úřad pro civilní letectví České republiky (ÚCL) je správní úřad České republiky podřízen Ministerstvu dopravy. Je leteckým úřadem ustanoveným státem ve shodě s Chicagskou úmluvou o civilním letectví (ICAO).
V jeho čele stojí generální ředitel, který je jmenován ministrem dopravy. Současným generálním ředitelem ÚCL je David Jágr.

## Činnost
Na území České republiky ÚCL vykonává dohled nad civilním letectvím, licencuje piloty a certifikuje letadla a letecká technická zařízení. Např. letadlům přiděluje imatrikulace. Činnost úřadu se dělí do čtyř sekcí: sekce správní a bezpečnostní, sekce technická, sekce letová a sekce provozní. Za každou sekci odpovídá její ředitel.
V poslední době také vzrůstá agenda úřadu v oblasti dohledu nad bezpilotními letouny neboli drony. V případě komerčního létání s dronem musí uživatel získat licenci u ÚCL. V případě nepovoleného letu (např. v bezletové zóně jako okolí Pražského hradu) může udělit pilotovi dronu pokutu, která se nejčastěji pohybuje kolem 10 tisíc Kč.
Také vykonává funkci speciálního stavebního úřadu pro letecké stavby.